# Asplundia glandulosa
Asplundia glandulosa är en enhjärtbladig växtart som först beskrevs av Henry Allan Gleason, och fick sitt nu gällande namn av Gunnar Wilhelm Harling. Asplundia glandulosa ingår i släktet Asplundia och familjen Cyclanthaceae. Inga underarter finns listade.